# Pasir Ukir
Pasir Ukir is een bestuurslaag in het regentschap Pringsewu van de provincie Lampung, Indonesië. Pasir Ukir telt 1547 inwoners (volkstelling 2010).